# Kádas József
Kádas József (Debrecen, 1982. április 15. –) magyar színész.

## Élete
1996–2000 között a debreceni Ady Endre Gimnázium tanulója volt. 2000–2001 között a debreceni Csokonai Színház csoportos szereplője operakórusának tagja. 2001–2002 között a Pesti Magyar Színiakadémia tanulója volt. 2002–2006 között a Színház- és Filmművészeti Egyetem hallgatója volt, Jordán Tamás és Lukáts Andor osztályában. 2006–2008 között a debreceni Csokonai Színház tagja. 2008-2022 között a Forte Társulat színésze, mellette 2013-tól a székesfehérvári Vörösmarty Színház tagja.

## Színházi szerepei
- 2006 - Szép Ernő: Patika, rendező: Babarczy László (Ódry Színpad)
- 2006 - Liberté ’56, rendező: Vidnyánszky Attila
- 2006 - Városok dzsungelében, rendező: Zsótér Sándor (Ódry Színpad)
- 2006 - West Side Story, rendező: Szergej Maszlobojscsikov
- 2007 - Edmond Rostand: A sasfiók, rendező: Vidnyánszky Attila
- 2007 - Frank Wedekind: A tavasz ébredése, rendező: Horváth Csaba (Csokonai Színház, Debrecen)
- 2007 - Henrik Ibsen: A vadkacsa, rendező: Ascher Tamás (Katona József Színház)
- 2007 - Szabó Magda: A macskák szerdája, rendező: Árkosi Árpád
- 2007 - A karnevál utolsó éjszakája, rendező: Zsámbéki Gábor (Katona József Színház)
- 2007 - Kun László, rendező: Kiss Csaba
- 2008 - Shakespeare: Macbeth, rendező: Zsámbéki Gábor (Katona József Színház)
- 2008 - Szálinger Balázs: Kalevala, koreográfus-rendező: Horváth Csaba (MODEM)
- 2008 - Evangélium, koreográfus-rendező: Horváth Csaba (Zsámbéki Színházi Bázis)
- 2009 - Dürrenmatt: A fizikusok, rendező: Horváth Csaba (Sanyi és Aranka Színház)
- 2009 - Gorkij: Éjjeli menedékhely, rendező: Horváth Csaba (József Attila Színház)
- 2009 - Shakespeare: Hamlet, rendező: Zsótér Sándor (József Attila Színház)
- 2009 - TÁP Színház: Kurátorok, rendező: Vajdai Vilmos
- 2009 - Etűdök/Csak a felhők, koreográfus-rendező: Horváth Csaba (Móricz Zsigmond Színház, Nyíregyháza)
- 2009 - Isteni vidékek, koreográfus-rendező: Horváth Csaba (Trafó)
- 2009 - Ne kíméld, akiket szeretsz, rendező: Hajdu Szabolcs (Zsámbéki Színházi Bázis)
- 2010 - Berlioz: Faust elkárhozása, rendező: Lukáts Andor, koreográfus: Horváth Csaba (Művészetek Palotája)
- 2010 - Erkel: Sakk-játék, koreográfus-rendező: Horváth Csaba (Gyulai Várszínház)
- 2010 - Samuel Beckett: Godot-ra várva, koreográfus-rendező: Horváth Csaba (Trafó)
- 2010 - Szálinger Balázs: A tiszta méz, rendező: Horváth Csaba (József Attila Színház)
- 2010 - Így jár az, aki távoli ismeretlen hangtól megijed, koreográfus-rendező: Horváth Csaba (West-Balkán)
- 2011 - Shakespeare: Troilus és Cressida, koreográfus-rendező: Horváth Csaba (Gyulai Várszínház)
- 2011 - Egy olasz szalmakalap, rendező: Zsótér Sándor (József Attila Színház)
- 2011 - Egyfelvonásosok, koreográfus: Horváth Csaba (Katona József Színház)
- 2011 - Közelebb, rendező: Sopsits Árpád (Merlin Színház)
- 2011 - Revolution, rendező: Nigel Charnock (Trafó)
- 2011 - Ruben Brandt, koreográfus-rendező: Horváth Csaba (Műcsarnok)
- 2012 - Fekete Ádám: Puccs, rendező: Andrássy Máté (Sanyi és Aranka Színház)
- 2012 - 174/B – Az igazság szolgái, rendező: Lengyel Anna (Trafó)
- 2012 - Koto és Kaori, koreográfus-rendező: Horváth Csaba (Trafó)
- 2013 - Agota Kristof: A nagy füzet, rendező: Horváth Csaba (Szkéné Színház)
- 2013 - Igor Sztravinszkij: A menyegző, koreográfus-rendező: Horváth Csaba (Művészetek Palotája)
- 2014 - Helen Edmundson: Irtás, rendező: Horváth Csaba (Szkéné Színház)
- 2014 - 3:1 a szerelem javára, rendező: Bagó Bertalan (Vörösmarty Színház, Székesfehérvár)
- 2014 - A félkegyelmű, rendező: Hargitai Iván (Vörösmarty Színház, Székesfehérvár)
- 2014 - Mester és Margarita, koreográfus-rendező: Hargitai Iván (Vörösmarty Színház, Székesfehérvár)
- 2014 - Pillangó, koreográfus-rendező: Horváth Csaba (Vörösmarty Színház, Székesfehérvár)
- 2014 - Vérnász, rendező Horváth Csaba (Vörösmarty Színház, Székesfehérvár)
- 2015 - Augusztus Oklahomában, rendező: Szikora János (Vörösmarty Színház, Székesfehérvár)
- 2015 - Hamlet, rendező Szikora János (Vörösmarty Színház, Székesfehérvár)
- 2016- Száll a kakukk fészkére. rendező: Horváth Csaba (Vörösmarty Színház, Székesfehérvár)
- 2016- Szutyok, rendező: Hargitai Iván (Vörösmarty Színház, Székesfehérvár)

## Film- és TV-s szerepei
- 2008 – A tavasz ébredése, rendező: Horváth Csaba
- 2009 – Utolsó idők (főszereplő), rendező: Mátyássy Áron
- 2009 – Átok, rendező: Mátyássy Áron
- 2011 – Átok 2., rendező: Mátyássy Áron
- 2013 – Berosált a rezesbanda
- 2014 – A berni követ, rendező: Szász Attila
- 2015 – Víkend, rendező: Mátyássy Áron
- 2015 – Aranyélet
- 2021 – Ítélet és kegyelem
- 2021 – A hentes, rendező: Mátyássy Áron
- 2022 – Blokád, rendező: Tősér Ádám

## Díjai, elismerései
- Legjobb férfi előadói díj, A Tánc Fesztiválja, Veszprém (2011)
- Vörösmarty-gyűrű díj (2017)